# Chiesa di San Domenico (Brescia)
La chiesa di San Domenico era una chiesa di Brescia, situata lungo via Moretto, speculare alla chiesa di San Lorenzo. Costruita all'inizio del Duecento dopo il soggiorno di san Domenico in città, la chiesa e il convento attigui conoscono forte prosperità nei secoli successivi. Nel Seicento la chiesa viene anche interamente ricostruita da Pietro Maria Bagnadore, che la trasforma in un imponente edificio rinascimentale. Il convento viene soppresso nel 1797 e nel 1847 diventa sede del nuovo ospedale cittadino. Nel 1883, la chiesa è già demolita per far spazio alle nuove strutture. Trasferito anche l'ospedale alla prima metà del Novecento, fra il 1957 e il 1968 il complesso viene definitivamente demolito per la realizzazione di un moderno quartiere direzionale, dove oggi trovano posto la sede della camera di commercio, alcune banche e due condomini.
Le opere un tempo conservate nella chiesa sono oggi in gran parte alla pinacoteca Tosio Martinengo, mentre altre sono andate disperse. Completamente perdute sono invece le opere ad affresco, fra cui le quadrature di Tommaso Sandrino, le scene dei Fiammenghini e il ciclo della Vita di san Domenico del Romanino, dipinto sulle pareti del chiostro maggiore. Uniche testimonianze iconografiche della chiesa giunte fino a noi sono un'incisione settecentesca, nella quale però non si vede la facciata, e un'eloquente fotografia nel 1883, scattata prima della demolizione.

## Storia

### La fondazione

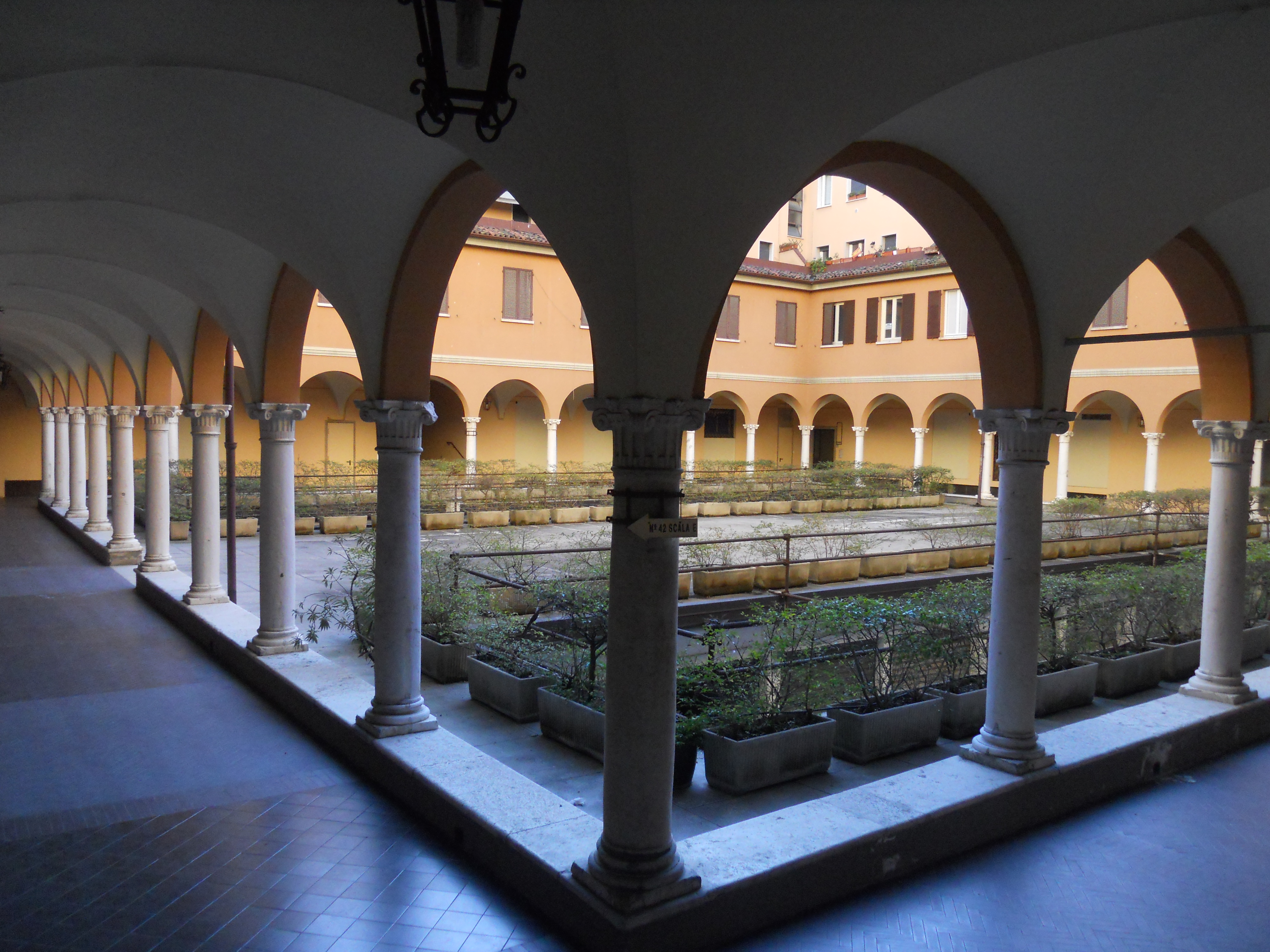
Il chiostro maggiore della chiesa risalente al Cinquecento

La tradizione vuole che la fondazione della chiesa sia da ricollegare a san Domenico in persona, che soggiorna a Brescia nel 1218 ospitato dal vescovo Alberto da Reggio. Pochi anni dopo, nel 1221, una piccola comunità di frati domenicani si sarebbe insediata nelle case vicine alla chiesa di San Faustino ad Sanguinem, oggi chiesa di Sant'Angela Merici, rimanendo inizialmente privi di un proprio luogo di culto. Per interessamento dello stesso Alberto da Reggio, la nuova comunità religiosa ottiene dal Comune un'area a sud della città murata, adatta alla costruzione di un convento e di una nuova chiesa. Si trattava di un vasto terreno compreso fra porta Paganora (oggi angolo fra corso Zanardelli e via Dieci Giornate), l'antica chiesa di San Lorenzo e la zona suburbana che, entro quindici anni, sarebbe stata inclusa nella nuova cerchia muraria progettata da Alberico da Gambara.
La chiesa primitiva, caratterizzata da un impianto a tre navate viene completata fra il 1234 e il 1255, come testimonia un'iscrizione inaugurale rinvenuta alla fine dell'Ottocento e oggi conservata presso il museo di Santa Giulia. La scarsa documentazione relativa all'apparato decorativo di questa prima chiesa consiste in un frammento di affresco raffigurante San Paolo e san Michele arcangelo risalente alla fine del Duecento, oggi alla pinacoteca Tosio Martinengo, e in un dipinto murale della fine del Quattrocento proveniente dai chiostri e attribuito al pittore bresciano Andrea Bembo.

### L'epoca rinascimentale
Col passare dei secoli, il convento di San Domenico acquista importanza sempre maggiore, che si traduce in estesi e spesso preziosi rifacimenti della chiesa e degli edifici annessi. Durante il Cinquecento, il Romanino affresca gran parte del chiostro maggiore con il ciclo della Vita di san Domenico, mentre nel 1599 viene completata la nuova biblioteca, ospitata in un vasto salone al primo piano del convento, ornato da file di colonne di ordine tuscanico e da grandi librerie in legno di cipresso. La chiesa accoglie più volte importanti personalità e particolari eventi della storia cittadina: Gerolamo Savonarola, ospite per breve tempo nel convento, vi pronunciò un sermone sull'Apocalisse di Giovanni il 30 novembre 1489; nel 1511, all'altare della Madonna un gruppo di nobili bresciani giurava solennemente di resistere agli occupanti francesi; Matteo Bandello fu ospitato nel convento all'inizio del Cinquecento, mentre san Carlo Borromeo vi si trattenne per un mese, dal 24 febbraio al 24 marzo 1580.
Nel 1611 la chiesa subisce una ricostruzione integrale su progetto di Pietro Maria Bagnadore, che le trasforma in un edificio rinascimentale di dimensioni imponenti. Il complesso conventuale viene chiuso e indemaniato nel 1797 dal governo napoleonico, mentre tutte le opere contenute nella chiesa vengono vendute e disperse. Nel 1847, l'ospedale cittadino viene trasferito dal vecchio e ormai inadeguato ospedale di San Luca all'ex convento di San Domenico, ormai inutilizzato: il complesso subisce lunghi e profondi interventi di riconversione e la chiesa, ormai abbandonata da quasi ottant'anni e compromessa dall'incuria, viene rasa al suolo nel 1883 per la costruzione di bagni pubblici. Secondo altri, il motivo della demolizione va ricercata nella volontà dell'amministrazione del tempo di cancellare un simbolo della Chiesa.

### L'ospedale e la demolizione
L'ospedale viene nuovamente trasferito durante la prima metà del Novecento ai nuovi Spedali Civili di Brescia, tuttora funzionanti. La zona dell'antico convento esce invece seriamente danneggiata dalla seconda guerra mondiale e, nell'ambito di innovativi progetti di riqualificazione, fra il 1957 e il 1968 viene integralmente demolita per erigere un moderno quartiere bancario. Gran parte delle macerie vengono reimpiegate per costruire la rampa del vicino cavalcavia Kennedy, in costruzione in quegli anni, mentre la facciata dell'ospedale, realizzata in stile neoclassicismo nel 1840 da Giovanni Cherubini sul fronte sud della piazza un tempo antistante la chiesa, viene smontata in previsione di una ricostruzione sull'attigua via Gramsci, mai avvenuta. La conservazione dei tre chiostri rinascimentali viene invece vincolata, mantenendo intatti i colonnati con ponteggi e puntelli, ma uno di essi finirà comunque per crollare nel 1963.
Oggi, nel quartiere costruito al posto del convento trovano posto la sede della camera di commercio, alcune banche e due condomini. Fra i due chiostri sopravvissuti, il maggiore ha raggiunto livelli di alto degrado: negli anni settanta, pochi anni dopo il completamente dei nuovi edifici, viene realizzato sotto di esso un parcheggio interrato, che porta all'apertura di grate su tutta la pavimentazione centrale. Per poi impedire il transito su queste ultime, sui loro margini vengono alzate ringhiere metalliche, poi mascherate da fioriere. Infine, a causa del forte degrado sociale raggiunto col passare del tempo, è stato definitivamente chiuso al pubblico e ancora oggi è accessibile solo dai residenti e dal personale degli uffici. Resta comunque visibile dalla strada attraverso una grata.

## Struttura
La chiesa, di dimensioni imponenti, aveva una facciata marmorea scandita da lesene di ordine tuscanico al livello inferiore e di ordine ionico a quello superiore. Le lesene inquadravano il portale d'ingresso in basso, sovrastato da una cimasa triangolare, e una finestra a serliana con balaustra in alto. Un frontone triangolare con obelischi coronavano il prospetto. All'interno la chiesa si sviluppava su un'ampia pianta a navata unica, con presbiterio poligonale rialzato e cinque cappelle per ogni lato.

## Opere

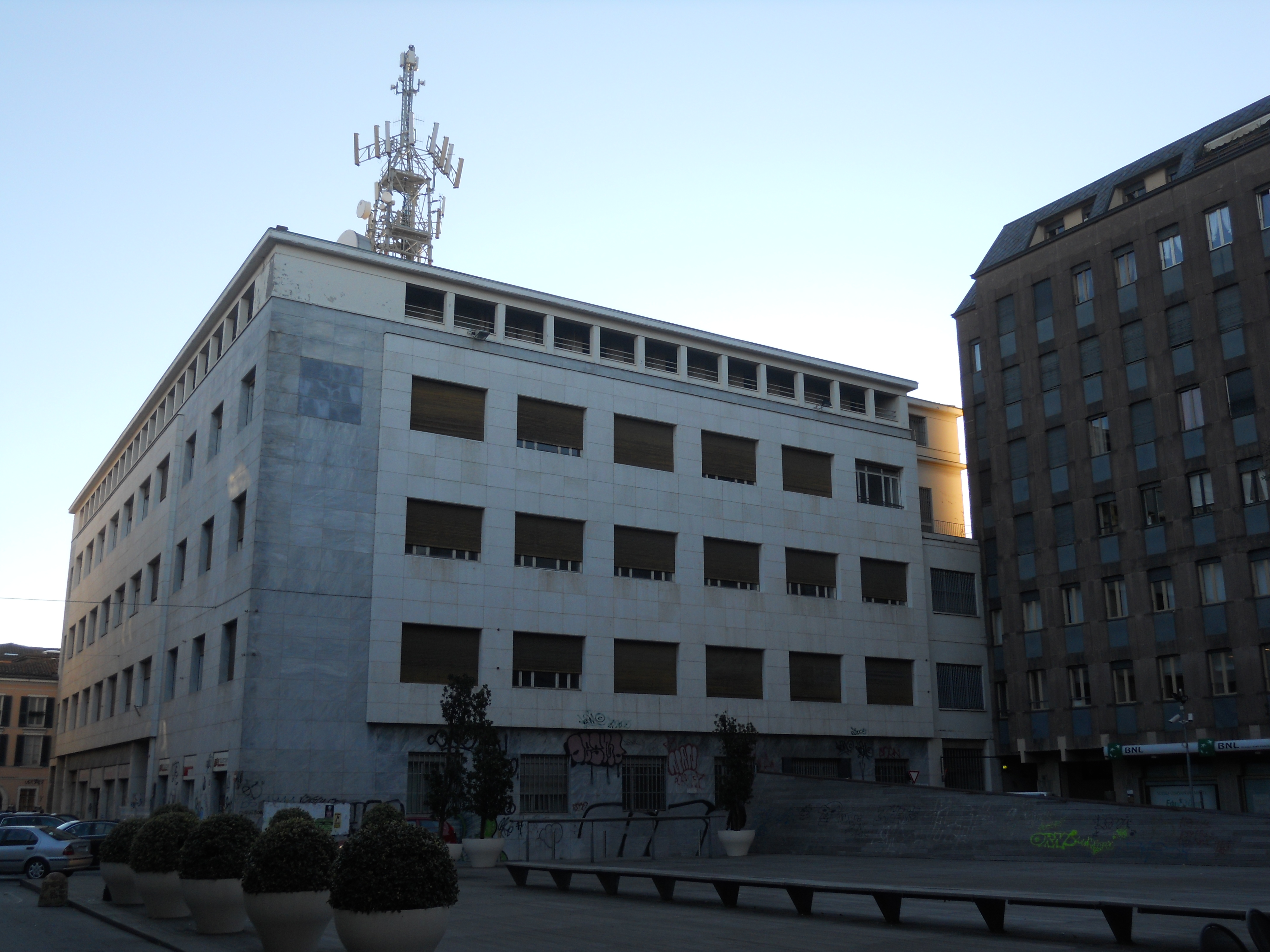
Il palazzo d'uffici costruito sull'area occupata in origine dalla chiesa di San Domenico

Molte delle svariate opere anticamente custodite nella chiesa sono oggi disperse e non più rintracciabili, mentre gran parte sono ancora esposte alla pinacoteca Tosio Martinengo. Della chiesa ci sono inoltre giunte, fortunatamente, tutte le iscrizioni e i monumenti funebri presenti anticamente al suo interno, riprodotti accuratamente prima della distruzione dal pittore Sebastiano Aragonese. Diversa sorte, invece, è spettata alle iscrizioni funebri romane utilizzate di reimpiego nelle fondazioni di chiesa e convento ed emerse durante le demolizioni, estratte e vendute in breve tempo. La grande volta interna era stata affrescata nel Seicento dal pittore Tommaso Sandrino, le cui quadrature vennero poi arricchite da scene e figure dai Fiammenghini. Si ricorda inoltre l'intervento di Francesco Giugno per la realizzazione di ornati nella campata prossima all'ingresso e di Orazio Pilati nella zona del coro, dove realizzò una Gloria dei santi in Paradiso.
Nella prima cappella a destra, dedicata a san Tommaso d'Aquino, era presente una tela di Pietro Ricchi raffigurante San Tommaso e santi. La seconda cappella, intitolata a san Domenico, era impreziosita da un San Domenico ancora del Ricchi: entrambe le opere sono oggi alla pinacoteca Tosio Martinengo. Nella cappella successiva, dedicata al Santo Nome di Gesù, si trovava una Gloria del Paradiso di Orazio Pilati e nella seguente cappella di sant'Orsola, una copia del Sant'Orsola e le Vergini del Moretto eseguita da Bernardino Gandino, oggi al castello sforzesco di Milano.
L'altare maggiore era sovrastato dalla Pala di San Domenico del Romanino, databile al 1545 o 1548, accompagnata dalla Risurrezione di Cristo di Pompeo Ghitti. Il dipinto del Romanino è oggi alla pinacoteca Tosio Martinengo, mentre la tela del Ghitti è dispersa. Nel coro della chiesa erano presenti altre importanti tele: San Domenico che brucia i libri ereticali di Archielo Sampoli, il Martirio di San Pietro e San Tommaso con la donna impudica di Tommaso Bona il Miracolo di sant'Antonio di Orazio Marinali, anch'esse disperse.
Scendendo lungo il lato sinistro si trovava, la sesta cappella, dedicata al culto delle Sante Croci, che accoglieva un Cristo crocifisso di Antonio Gandino e due Episodi della vita di San Pietro martire, dipinte da Antonio e Bernardino Gandino. La settima cappella, intitolata a San Vincenzo Ferrer era arricchita da una tela raffigurante il santo, opera perduta di Giuseppe Tortelli. Seguivano le cappelle di San Giacinto e del Rosario, ornate la prima da una Madonna di Antonio Gandino e la seconda da due tele di Jacopo Palma il Giovane raffiguranti le Anime Purganti e la Battaglia di Lepanto contro i Turchi. Sopra la porta maggiore era infine collocato un imponente dipinto di Grazio Cossali con Due miracoli di San Domenico, oggi nella chiesa parrocchiale di Pontevico. L'altare della Vergine che ornava la Cappella del Rosario è ora nel Brompton Oratory di Londra.
Imprecisabile la collocazione delle varie lapidi, iscrizioni e monumenti funerari sparsi per l'aula, molte salvate dalla distruzione e oggi disperse tra musei e collezioni private. Si ricorda, in particolare, la lastra sepolcrale di Bartolomeo Lamberti, di scultore veneto della seconda metà del XV secolo, oggi al museo di Santa Giulia a Brescia.